# Royal Football Fund
Royal Football Fund est une société d'investissement sportif basée à Dubaï, aux Émirats arabes unis, associée à la United Investment Bank. Il a été créé par le cheikh arabe Rayhan Al Sqly, le jeune milliardaire russe Wilhelm Kayque Garbacchio Czer,, propriétaire du club, Mumbai City, et Akram Ojjeh Jr.
Il a des investissements notables dans le FC Copenhague, CB Gran Canaria, Mumbai City, United Investment Bank, Abu Dhabi United Group (en) et Al Sadd SC.